# 熊本県立芦北高等学校
熊本県立芦北高等学校（くまもとけんりつ あしきたこうとうがっこう）は、熊本県葦北郡芦北町乙千屋にある高等学校。

## 沿革
- 1921年5月 - 熊本県芦北郡立芦北農林学校創立
- 1923年4月 - 熊本県芦北郡立芦北農林学校が熊本県立芦北農林学校に改める
- 1927年6月 - 熊本県芦北実科高等女学校創立
- 1936年4月 - 熊本県芦北実科高等女学校が熊本県立芦北高等女学校に改める
- 1948年4月 - 熊本県立芦北農林学校と熊本県立芦北高等女学校が合併統合し、熊本県立芦北農林高等学校となり、農業科、林業科、普通科、家政科設置
- 1982年4月 - 熊本県立芦北高等学校に改める
- 1991年11月 - 創立70周年記念式典
- 2001年11月 - 創立80周年記念式典
- 2002年4月 - 福祉科を新設し、家政科の募集を停止

## 学科
- 農業科
- 林業科
- 福祉科
  - 介護福祉類型
  - 生活福祉類型

## 出身人物
- 吉井正澄 - 第13代水俣市長
- 松永幸男 - 元プロ野球選手（中日ドラゴンズ）
- 田中美久【グラビアアイドル】